# ITF Women's Circuit São Paulo 2001
L'ITF Women's Circuit São Paulo 2001 ($25.000 São Paulo 2001) è stato un torneo di tennis facente parte della categoria ITF Women's Circuit nell'ambito dell'ITF Women's Circuit 2001. Il montepremi del torneo era di $25.000 ed esso si è svolto nella settimana tra il 1º gennaio e il 7 gennaio 2001 su campi in cemento. Il torneo si è giocato nella città di San Paolo in Brasile.

## Vincitori

### Singolare
Clarisa Fernández ha sconfitto in finale  Seda Noorlander con il punteggio di 6–3, 6–1.

### Doppio
Clarisa Fernández /  Romina Ottoboni hanno sconfitto in finale  Miriam D'Agostini /  Vanessa Menga con il punteggio di 6–1, 7–6(6).